# Wild World
Wild World is een lied geschreven door Cat Stevens, dat door tientallen artiesten is opgenomen.

## Cat Stevens
Wild World was een van de eerste nummers dat Cat Stevens opnam voor zijn nieuwe platenlabel Island Records, voor zijn album Tea for the Tillerman. Dat album, onder leiding van muziekproducent Paul Samwell-Smith opgenomen, betekende een terugkeer naar meer simpele folkrock. De inspiratie van het nummer haalde Cat Stevens uit zijn breuk met Patti D'Arbanville (ook bezongen in het nummer Lady D'Arbanville). De single werd wereldwijd uitgebracht, maar haalde voornamelijk in de Verenigde Staten goede verkoopcijfers. Het haalde de elfde plaats in de Billboard Hot 100. Het Verenigd Koninkrijk, Nederland en België lieten het afweten voor wat betreft deze single. In 2007 had Stevens er een klein hitje mee in Engeland (1 week notering op plaats 52).

## Jimmy Cliff
Een van de eerste artiesten die Wild World coverden was Jimmy Cliff. Hij maakte van de folkrock reggae. Aangezien meerdere reggae-artiesten het nummer hebben opgenomen, heerste er wel het misverstand dat het origineel van hem zou zijn. Dat het origineel van Stevens de hitparades niet wist te halen, droeg daaraan bij.

### Hitnotering

#### Nederlandse Top 40
Cliff wist met zijn versie de Britse Top 50 wel te halen. Hij stond twaalf weken in de lijst met als hoogste notering positie 8.
| Positie: | 39 | 21 | 13 | 7 | 6 | 3 | 2 | 3 | 5 | 8 | 14 | 35 | uit |

#### NederlandseDaverende 30
| Positie: | 25 | 12 | 6 | 5 | 5 | 3 | 3 | 4 | 5 | 11 | 22 | uit |

#### BelgischeBRT Top 30
| Positie: | 27 | 18 | 9 | 6 | 6 | 5 | 6 | 13 | 23 | uit |

#### VlaamseUltratop 30
| Positie: | 24 | 12 | 11 | 7 | 8 | 15 | 25 | uit |

#### NPO Radio 2 Top 2000
| Nummer met noteringen in de NPO Radio 2 Top 2000 | '99  | '00 | '01  |
| ------------------------------------------------ | ---- | --- | ---- |
| Wild World                                       | 1879 | -   | 1961 |

1. ↑  Een '-' betekent dat het nummer niet was genoteerd en een vetgedrukt getal geeft de hoogste notering aan.
2. ↑  Deze tabel is bijgewerkt tot en met de laatste editie (2024).

## Maxi Priest
Het werd een tijdje stil met hitnoteringen voor dit lied. In 1988 had reggaezanger Maxi Priest er succes mee.

### Hitnotering

#### Nederlandse Top 40
Zij maakten het eerst alarmschijf
| Positie: | 29 | 15 | 10 | 7 | 8 | 13 | 18 | 29 | 39 | uit |

#### NederlandseSingle Top 100
| Positie: | 89 | 71 | 10 | 8 | 7 | 12 | 17 | 27 | 32 | 57 | 58 | 59 | 62 | uit |

#### BelgischeBRT Top 30
| Positie: | 28 | 11 | 12 | 7 | 12 | uit |

#### VlaamseUltratop 30
| Positie: | 34 | 15 | 7 | 6 | 5 | 9 | 16 | 27 | uit |

## Mr. Big
In 1994 had Mr. Big er eveneens succes mee:
- Nederlandse Top 40: acht weken notering; hoogste positie 10
- Single Top 100: acht weken notering; hoogste positie 11
- BRT Top30: twee weken notering (19 en 21)
- Ultratop 30; twee weken notering (24 en 26)
- Britse Top 50; een week notering (59)

## Andere versies
In de loop der jaren verschenen meer dan dertig covers van dit lied. Na Stevens kwamen José Feliciano en Franck Pourcell met hun versies. In 2004 bracht Cat Stevens het uit onder zijn toenmalige naam Yusuf Islam. Een andere band die het uitbracht, was Nirvana.